# Panhard & Levassor Type X35
Der Panhard & Levassor Type X35 ist ein Pkw-Modell der 1920er Jahre. Hersteller war Panhard & Levassor in Frankreich.

## Beschreibung
Wie beim Vorgängermodell Type X29 haben die Fahrzeuge einen ventillosen Schiebermotor nach einer Lizenz von Charles Yale Knight. Im Motorcode „SK4F2“ steht das „K“ für Knight und die „4“ für die Anzahl der Zylinder.
Der Vierzylinder-Reihenmotor hat 105 mm Bohrung, 140 mm Hub und 4849 cm³ Hubraum. Er wurde auch 20 CV genannt. Die Leistung des Frontmotors wird über eine Kardanwelle an die Hinterachse übertragen.
Für alle Motoren dieser Größe zwischen 1919 und 1930 sind zwischen 75 PS und 95 PS Leistung angegeben.
Der Radstand beträgt maximal 354 cm. Für 1922 und 1923 sind 349 cm angegeben, für das Folgejahr 354 cm.
Ab 1923 wurden Vorderradbremsen montiert. Bekannt sind die Karosseriebauformen Torpedo, Limousine und Cabriolet.
Die Produktion lief von Oktober 1921 bis 1924. In den ersten beiden Kalenderjahren wurden 189 und 252 Fahrzeuge hergestellt. In Summe sind das 441 Fahrzeuge, von denen 82 exportiert wurden.
In den Zahlen für 1923 (150 hergestellt, 57 exportiert) und 1924 (99 hergestellt, 12 exportiert) sind bereits die Zahlen der ähnlichen Nachfolgemodelle Type X41 und Type X53 enthalten, da sie in der Statistik nicht getrennt wurden.